# Tour de France 2025
Tour de France 2025 var den 112:e upplagan av det franska etapploppet Tour de France. Cykelloppets 21 etapper kördes mellan den 5 juli och 27 juli 2025 med start i Lille i Frankrike och målgång i Paris. Den sista etappen kördes kring berget Montmartre och inte som ett ärevarv. En liknande sträcka medförde under olympiska sommarspelen 2024 en förändring i slutresultatet.
Tävlingen vanns för fjärde gången av Tadej Pogačar. 

## Deltagande lag
| WorldTeams (18)- Alpecin-Deceuninck - Arkéa-B&B Hotels - Bahrain-Victorious - Cofidis - Decathlon AG2R La Mondiale Team - EF Education-EasyPost - Groupama-FDJ - Ineos Grenadiers - Intermarché-Wanty - Lidl-Trek - Movistar Team - Red Bull-BORA-hansgrohe - Soudal Quick-Step - Team Jayco AlUla - Team Picnic-PostNL - Team Visma \| Lease a Bike - UAE Team Emirates XRG - XDS Astana Team ProTeams (5)- Lotto - Israel-Premier Tech - Team TotalEnergies - Tudor Pro Cycling Team - Uno-X Mobility |
| |

## Etapper
| Etapp | Datum  | Start – mål                       | type        | Distans (km) | Höjdskillnad (m) | Etappvinnare           | Totalledare          |
| ----- | ------ | --------------------------------- | ----------- | ------------ | ---------------- | ---------------------- | -------------------- |
| 1     | 5 jul  | Lille – Lille                     | Flack etapp | 184,9        | 1 035 m          | Jasper Philipsen       | Jasper Philipsen     |
| 2     | 6 jul  | Lauwin-Planque – Boulogne-sur-Mer |             | 209,1        | 2 164 m          | Mathieu van der Poel   | Mathieu van der Poel |
| 3     | 7 jul  | Valenciennes – Dunkerque          | Flack etapp | 178,3        | 671 m            | Tim Merlier            | Mathieu van der Poel |
| 4     | 8 jul  | Amiens – Rouen                    |             | 174,2        | 1 675 m          | Tadej Pogačar          | Mathieu van der Poel |
| 5     | 9 jul  | Caen – Caen                       | Tempoetapp  | 33           | 177 m            | Remco Evenepoel        | Tadej Pogačar        |
| 6     | 10 jul | Bayeux – Vire Normandie           |             | 201,5        | 3 272 m          | Ben Healy              | Mathieu van der Poel |
| 7     | 11 jul | Saint-Malo – Mûr-de-Bretagne      |             | 197          | 2 315 m          | Tadej Pogačar          | Tadej Pogačar        |
| 8     | 12 jul | Saint-Méen-le-Grand – Laval       | Flack etapp | 171,4        | 1 393 m          | Jonathan Milan         | Tadej Pogačar        |
| 9     | 13 jul | Chinon – Châteauroux              | Flack etapp | 174,1        | 1 310 m          | Tim Merlier            | Tadej Pogačar        |
| 10    | 14 jul | Ennezat – Puy de Sancy            | Bergsetapp  | 165,3        | 4 346 m          | Simon Yates            | Ben Healy            |
| 11    | 16 jul | Toulouse – Toulouse               | Flack etapp | 156,8        | 1 531 m          | Jonas Abrahamsen       | Ben Healy            |
| 12    | 17 jul | Auch – Hautacam                   | Bergsetapp  | 180,6        | 3 876 m          | Tadej Pogačar          | Tadej Pogačar        |
| 13    | 18 jul | Loudenvielle – Peyragudes         |             | 10,9         | 675 m            | Tadej Pogačar          | Tadej Pogačar        |
| 14    | 19 jul | Pau – Superbagnères               | Bergsetapp  | 182,6        | 5 048 m          | Thymen Arensman        | Tadej Pogačar        |
| 15    | 20 jul | Muret – Carcassonne               |             | 169,3        | 2 315 m          | Tim Wellens            | Tadej Pogačar        |
| 16    | 22 jul | Montpellier – Mont Ventoux        | Bergsetapp  | 171,5        | 2 934 m          | Valentin Paret-Peintre | Tadej Pogačar        |
| 17    | 23 jul | Bollène – Valence                 | Flack etapp | 160,4        | 1 722 m          | Jonathan Milan         | Tadej Pogačar        |
| 18    | 24 jul | Vif – Col de la Loze              | Bergsetapp  | 171,5        | 5 792 m          | Ben O'Connor           | Tadej Pogačar        |
| 19    | 25 jul | Albertville – La Plagne           | Bergsetapp  | 93,1         | 3 431 m          | Thymen Arensman        | Tadej Pogačar        |
| 20    | 26 jul | Nantua – Pontarlier               |             | 184,2        | 2 892 m          | Kaden Groves           | Tadej Pogačar        |
| 21    | 27 jul | Mantes-la-Ville – Paris           | Flack etapp | 132,3        | 856 m            | Wout van Aert          | Tadej Pogačar        |

## Startlista
| UAE Team Emirates XRG UAD                    | UAE Team Emirates XRG UAD         | UAE Team Emirates XRG UAD |
| -------------------------------------------- | --------------------------------- | ------------------------- |
| #                                            | Cyklist                           | Placering                 |
| 1                                            | Tadej Pogačar (SLO) (landsväg)    | 1.                        |
| 2                                            | João Almeida (POR)                | DNF-9                     |
| 3                                            | Jhonatan Narváez (ECU) (landsväg) | 13.                       |
| 4                                            | Nils Politt (GER)                 | 75.                       |
| 5                                            | Pavel Sivakov (FRA)               | 87.                       |
| 6                                            | Marc Soler (ESP)                  | 29.                       |
| 7                                            | Tim Wellens (BEL) (landsväg)      | 37.                       |
| 8                                            | Adam Yates (GBR)                  | 24.                       |
| Sportchef : Marco Marcato, Simone Pedrazzini |                                   |                           |

| Team Visma \| Lease a Bike TVL                                 | Team Visma \| Lease a Bike TVL   | Team Visma \| Lease a Bike TVL |
| -------------------------------------------------------------- | -------------------------------- | ------------------------------ |
| #                                                              | Cyklist                          | Placering                      |
| 11                                                             | Jonas Vingegaard (DEN)           | 2.                             |
| 12                                                             | Edoardo Affini (ITA) (tempolopp) | 118.                           |
| 13                                                             | Tiesj Benoot (BEL)               | 54.                            |
| 14                                                             | Victor Campenaerts (BEL)         | 28.                            |
| 15                                                             | Matteo Jorgenson (USA)           | 19.                            |
| 16                                                             | Sepp Kuss (USA)                  | 17.                            |
| 17                                                             | Wout van Aert (BEL)              | 67.                            |
| 18                                                             | Simon Yates (GBR)                | 15.                            |
| Sportchef : Frans Maassen, Arthur Van Dongen, Grischa Niermann |                                  |                                |

| Soudal Quick-Step SOQ                  | Soudal Quick-Step SOQ                   | Soudal Quick-Step SOQ |
| -------------------------------------- | --------------------------------------- | --------------------- |
| #                                      | Cyklist                                 | Placering             |
| 21                                     | Remco Evenepoel (BEL) (tempolopp)       | DNF-14                |
| 22                                     | Mattia Cattaneo (ITA)                   | DNF-7                 |
| 23                                     | Pascal Eenkhoorn (NED)                  | 49.                   |
| 24                                     | Tim Merlier (BEL) (landsväg)            | 148.                  |
| 25                                     | Valentin Paret-Peintre (FRA)            | 41.                   |
| 26                                     | Maximilian Schachmann (GER) (tempolopp) | 68.                   |
| 27                                     | Bert Van Lerberghe (BEL)                | 147.                  |
| 28                                     | Ilan Van Wilder (BEL)                   | 32.                   |
| Sportchef : Klaas Lodewyck, Tom Steels |                                         |                       |

| EF Education-EasyPost EFE                   | EF Education-EasyPost EFE | EF Education-EasyPost EFE |
| ------------------------------------------- | ------------------------- | ------------------------- |
| #                                           | Cyklist                   | Placering                 |
| 31                                          | Ben Healy (IRL)           | 9.                        |
| 32                                          | Vincenzo Albanese (ITA)   | 114.                      |
| 33                                          | Kasper Asgreen (DEN)      | 91.                       |
| 34                                          | Alex Baudin (FRA)         | 46.                       |
| 35                                          | Neilson Powless (USA)     | 47.                       |
| 36                                          | Harry Sweeny (AUS)        | 35.                       |
| 37                                          | Michael Valgren (DEN)     | 72.                       |
| 38                                          | Marijn van den Berg (NED) | DNS-10                    |
| Sportchef : Andreas Klier, Charles Wegelius |                           |                           |

| Intermarché-Wanty IWA                          | Intermarché-Wanty IWA                | Intermarché-Wanty IWA |
| ---------------------------------------------- | ------------------------------------ | --------------------- |
| #                                              | Cyklist                              | Placering             |
| 41                                             | Biniam Girmay (ERI)                  | 132.                  |
| 42                                             | Louis Barré (FRA)                    | 82.                   |
| 43                                             | Vito Braet (BEL)                     | 143.                  |
| 44                                             | Hugo Page (FRA)                      | 138.                  |
| 45                                             | Laurenz Rex (BEL)                    | 141.                  |
| 46                                             | Jonas Rutsch (GER)                   | 128.                  |
| 47                                             | Roel Daan van Sintmaartensdijk (NED) | 156.                  |
| 48                                             | Georg Zimmermann (GER) (landsväg)    | DNS-10                |
| Sportchef : Pieter Vanspeybrouck, Aike Visbeek |                                      |                       |

| Bahrain Victorious TBV                           | Bahrain Victorious TBV  | Bahrain Victorious TBV |
| ------------------------------------------------ | ----------------------- | ---------------------- |
| #                                                | Cyklist                 | Placering              |
| 51                                               | Santiago Buitrago (COL) | 40.                    |
| 52                                               | Phil Bauhaus (GER)      | 151.                   |
| 53                                               | Kamil Gradek (POL)      | 155.                   |
| 54                                               | Jack Haig (AUS)         | DNF-7                  |
| 55                                               | Lenny Martinez (FRA)    | 79.                    |
| 56                                               | Matej Mohorič (SLO)     | 126.                   |
| 57                                               | Robert Stannard (AUS)   | 123.                   |
| 58                                               | Fred Wright (GBR)       | 104.                   |
| Sportchef : Roman Kreuziger, Vladimir Miholjević |                         |                        |

| Ineos Grenadiers IGD                            | Ineos Grenadiers IGD            | Ineos Grenadiers IGD |
| ----------------------------------------------- | ------------------------------- | -------------------- |
| #                                               | Cyklist                         | Placering            |
| 61                                              | Geraint Thomas (GBR)            | 58.                  |
| 62                                              | Thymen Arensman (NED)           | 12.                  |
| 63                                              | Tobias Foss (NOR) (tempolopp)   | 70.                  |
| 64                                              | Filippo Ganna (ITA) (tempolopp) | DNF-1                |
| 65                                              | Axel Laurance (FRA)             | 53.                  |
| 66                                              | Carlos Rodríguez (ESP)          | DNS-18               |
| 67                                              | Connor Swift (GBR)              | 109.                 |
| 68                                              | Samuel Watson (GBR) (landsväg)  | 115.                 |
| Sportchef : Kurt-Asle Arvesen, Zakkari Dempster |                                 |                      |

| Red Bull-Bora-Hansgrohe RBH                   | Red Bull-Bora-Hansgrohe RBH       | Red Bull-Bora-Hansgrohe RBH |
| --------------------------------------------- | --------------------------------- | --------------------------- |
| #                                             | Cyklist                           | Placering                   |
| 71                                            | Primož Roglič (SLO)               | 8.                          |
| 72                                            | Florian Lipowitz (GER)            | 3.                          |
| 73                                            | Jordi Meeus (BEL)                 | 158.                        |
| 74                                            | Gianni Moscon (ITA)               | 105.                        |
| 75                                            | Laurence Pithie (NZL)             | 89.                         |
| 76                                            | Mick van Dijke (NED)              | 113.                        |
| 77                                            | Danny van Poppel (NED) (landsväg) | DNS-17                      |
| 78                                            | Aleksandr Vlasov                  | 27.                         |
| Sportchef : Bernhard Eisel, Enrico Gasparotto |                                   |                             |

| Lidl-Trek LTK                             | Lidl-Trek LTK                               | Lidl-Trek LTK |
| ----------------------------------------- | ------------------------------------------- | ------------- |
| #                                         | Cyklist                                     | Placering     |
| 81                                        | Jonathan Milan (ITA)                        | 146.          |
| 82                                        | Simone Consonni (ITA)                       | 160.          |
| 83                                        | Thibau Nys (BEL)                            | 116.          |
| 84                                        | Quinn Simmons (USA) (landsväg)              | 59.           |
| 85                                        | Mattias Skjelmose (DEN)                     | DNF-14        |
| 86                                        | Toms Skujiņš (LAT) (landsväg och tempolopp) | 95.           |
| 87                                        | Jasper Stuyven (BEL)                        | 62.           |
| 88                                        | Edward Theuns (BEL)                         | 159.          |
| Sportchef : Kim Andersen, Steven de Jongh |                                             |               |

| Groupama-FDJ GFC                                | Groupama-FDJ GFC                | Groupama-FDJ GFC |
| ----------------------------------------------- | ------------------------------- | ---------------- |
| #                                               | Cyklist                         | Placering        |
| 91                                              | Guillaume Martin-Guyonnet (FRA) | 16.              |
| 92                                              | Lewis Askey (GBR)               | 127.             |
| 93                                              | Cyril Barthe (FRA)              | DNS-18           |
| 94                                              | Romain Grégoire (FRA)           | 34.              |
| 95                                              | Valentin Madouas (FRA)          | 21.              |
| 96                                              | Quentin Pacher (FRA)            | 45.              |
| 97                                              | Paul Penhoët (FRA)              | 111.             |
| 98                                              | Clément Russo (FRA)             | 93.              |
| Sportchef : Stéphane Goubert, Benoît Vaugrenard |                                 |                  |

| Alpecin-Deceuninck ADC                            | Alpecin-Deceuninck ADC     | Alpecin-Deceuninck ADC |
| ------------------------------------------------- | -------------------------- | ---------------------- |
| #                                                 | Cyklist                    | Placering              |
| 101                                               | Jasper Philipsen (BEL)     | DNF-3                  |
| 102                                               | Silvan Dillier (SUI)       | 131.                   |
| 103                                               | Kaden Groves (AUS)         | 86.                    |
| 104                                               | Xandro Meurisse (BEL)      | 22.                    |
| 105                                               | Jonas Rickaert (BEL)       | 98.                    |
| 106                                               | Mathieu van der Poel (NED) | DNS-16                 |
| 107                                               | Gianni Vermeersch (BEL)    | 103.                   |
| 108                                               | Emiel Verstrynge (BEL)     | 65.                    |
| Sportchef : Christoph Roodhooft, Frederik Willems |                            |                        |

| Tudor Pro Cycling Team TUD                      | Tudor Pro Cycling Team TUD | Tudor Pro Cycling Team TUD |
| ----------------------------------------------- | -------------------------- | -------------------------- |
| #                                               | Cyklist                    | Placering                  |
| 111                                             | Julian Alaphilippe (FRA)   | 56.                        |
| 112                                             | Alberto Dainese (ITA)      | 119.                       |
| 113                                             | Marco Haller (AUT)         | 97.                        |
| 114                                             | Marc Hirschi (SUI)         | 78.                        |
| 115                                             | Fabian Lienhard (SUI)      | 157.                       |
| 116                                             | Marius Mayrhofer (GER)     | 83.                        |
| 117                                             | Michael Storer (AUS)       | 42.                        |
| 118                                             | Matteo Trentin (ITA)       | 99.                        |
| Sportchef : Sylvain Blanquefort, Matteo Tosatto |                            |                            |

| Team Jayco AlUla JAY                         | Team Jayco AlUla JAY                        | Team Jayco AlUla JAY |
| -------------------------------------------- | ------------------------------------------- | -------------------- |
| #                                            | Cyklist                                     | Placering            |
| 121                                          | Ben O'Connor (AUS)                          | 11.                  |
| 122                                          | Edward Dunbar (IRL)                         | DNF-8                |
| 123                                          | Luke Durbridge (AUS) (landsväg)             | 137.                 |
| 124                                          | Dylan Groenewegen (NED)                     | 150.                 |
| 125                                          | Luka Mezgec (SLO)                           | 152.                 |
| 126                                          | Luke Plapp (AUS) (tempolopp)                | 121.                 |
| 127                                          | Elmar Reinders (NED)                        | 140.                 |
| 128                                          | Mauro Schmid (SUI) (landsväg och tempolopp) | 101.                 |
| Sportchef : Steve Cummings, David McPartland |                                             |                      |

| Arkéa-B&B Hotels ARK                   | Arkéa-B&B Hotels ARK     | Arkéa-B&B Hotels ARK |
| -------------------------------------- | ------------------------ | -------------------- |
| #                                      | Cyklist                  | Placering            |
| 131                                    | Kévin Vauquelin (FRA)    | 7.                   |
| 132                                    | Amaury Capiot (BEL)      | 136.                 |
| 133                                    | Ewen Costiou (FRA)       | 51.                  |
| 134                                    | Arnaud Démare (FRA)      | 153.                 |
| 135                                    | Raúl García Pierna (ESP) | 26.                  |
| 136                                    | Mathis Le Berre (FRA)    | 61.                  |
| 137                                    | Cristián Rodríguez (ESP) | 20.                  |
| 138                                    | Clément Venturini (FRA)  | 43.                  |
| Sportchef : Yvon Ledanois, Didier Rous |                          |                      |

| Movistar Team MOV                               | Movistar Team MOV           | Movistar Team MOV |
| ----------------------------------------------- | --------------------------- | ----------------- |
| #                                               | Cyklist                     | Placering         |
| 141                                             | Enric Mas (ESP)             | DNF-18            |
| 142                                             | William Barta (USA)         | 102.              |
| 143                                             | Pablo Castrillo (ESP)       | 110.              |
| 144                                             | Nelson Oliveira (POR)       | 74.               |
| 145                                             | Iván García Cortina (ESP)   | 117.              |
| 146                                             | Gregor Mühlberger (AUT)     | 18.               |
| 147                                             | Iván Romeo (ESP) (landsväg) | 107.              |
| 148                                             | Einer Rubio (COL)           | 31.               |
| Sportchef : Chente García Acosta, Pablo Lastras |                             |                   |

| Decathlon-AG2R La Mondiale DAT           | Decathlon-AG2R La Mondiale DAT   | Decathlon-AG2R La Mondiale DAT |
| ---------------------------------------- | -------------------------------- | ------------------------------ |
| #                                        | Cyklist                          | Placering                      |
| 151                                      | Felix Gall (AUT)                 | 5.                             |
| 152                                      | Bruno Armirail (FRA) (tempolopp) | 50.                            |
| 153                                      | Clément Berthet (FRA)            | 36.                            |
| 154                                      | Stefan Bissegger (SUI)           | DNF-1                          |
| 155                                      | Oliver Naesen (BEL)              | 73.                            |
| 156                                      | Aurélien Paret-Peintre (FRA)     | 25.                            |
| 157                                      | Callum Scotson (AUS)             | 33.                            |
| 158                                      | Bastien Tronchon (FRA)           | 77.                            |
| Sportchef : Cyril Dessel, Sébastien Joly |                                  |                                |

| Cofidis COF                                       | Cofidis COF            | Cofidis COF |
| ------------------------------------------------- | ---------------------- | ----------- |
| #                                                 | Cyklist                | Placering   |
| 161                                               | Emanuel Buchmann (GER) | 30.         |
| 162                                               | Alex Aranburu (ESP)    | 81.         |
| 163                                               | Bryan Coquard (FRA)    | DNS-14      |
| 164                                               | Ion Izagirre (ESP)     | 69.         |
| 165                                               | Alexis Renard (FRA)    | 145.        |
| 166                                               | Dylan Teuns (BEL)      | 90.         |
| 167                                               | Benjamin Thomas (FRA)  | 154.        |
| 168                                               | Damien Touzé (FRA)     | 94.         |
| Sportchef : Gorka Gerrikagoitia, Thierry Marichal |                        |             |

| XDS Astana Team XAT                       | XDS Astana Team XAT                             | XDS Astana Team XAT |
| ----------------------------------------- | ----------------------------------------------- | ------------------- |
| #                                         | Cyklist                                         | Placering           |
| 171                                       | Harold Tejada (COL)                             | 44.                 |
| 172                                       | Davide Ballerini (ITA)                          | 135.                |
| 173                                       | Cees Bol (NED)                                  | DNS-12              |
| 174                                       | Clément Champoussin (FRA)                       | 85.                 |
| 175                                       | Yevgeniy Fedorov (KAZ) (landsväg och tempolopp) | DNS-20              |
| 176                                       | Sergio Higuita (COL)                            | 14.                 |
| 177                                       | Mike Teunissen (NED)                            | 80.                 |
| 178                                       | Simone Velasco (ITA)                            | 38.                 |
| Sportchef : Dmitrij Fofonov, Mark Renshaw |                                                 |                     |

| Team TotalEnergies TEN                     | Team TotalEnergies TEN   | Team TotalEnergies TEN |
| ------------------------------------------ | ------------------------ | ---------------------- |
| #                                          | Cyklist                  | Placering              |
| 181                                        | Steff Cras (BEL)         | DNF-14                 |
| 182                                        | Mathieu Burgaudeau (FRA) | 63.                    |
| 183                                        | Alexandre Delettre (FRA) | 55.                    |
| 184                                        | Thomas Gachignard (FRA)  | 60.                    |
| 185                                        | Émilien Jeannière (FRA)  | DNS-5                  |
| 186                                        | Jordan Jegat (FRA)       | 10.                    |
| 187                                        | Anthony Turgis (FRA)     | 106.                   |
| 188                                        | Mattéo Vercher (FRA)     | 124.                   |
| Sportchef : Lylian Lebreton, Romain Sicard |                          |                        |

| Team Picnic-PostNL TPP                         | Team Picnic-PostNL TPP     | Team Picnic-PostNL TPP |
| ---------------------------------------------- | -------------------------- | ---------------------- |
| #                                              | Cyklist                    | Placering              |
| 191                                            | Oscar Onley (GBR)          | 4.                     |
| 192                                            | Warren Barguil (FRA)       | 23.                    |
| 193                                            | Pavel Bittner (CZE)        | 133.                   |
| 194                                            | Sean Flynn (GBR)           | 134.                   |
| 195                                            | Tobias Lund Andresen (DEN) | 96.                    |
| 196                                            | Niklas Märkl (GER)         | 112.                   |
| 197                                            | Tim Naberman (NED)         | 120.                   |
| 198                                            | Frank van den Broek (NED)  | 39.                    |
| Sportchef : Christian Guiberteau, Pim Ligthart |                            |                        |

| Israel-Premier Tech IPT              | Israel-Premier Tech IPT | Israel-Premier Tech IPT |
| ------------------------------------ | ----------------------- | ----------------------- |
| #                                    | Cyklist                 | Placering               |
| 201                                  | Michael Woods (CAN)     | 52.                     |
| 202                                  | Pascal Ackermann (GER)  | 125.                    |
| 203                                  | Joseph Blackmore (GBR)  | 48.                     |
| 204                                  | Guillaume Boivin (CAN)  | 149.                    |
| 205                                  | Matis Louvel (FRA)      | 100.                    |
| 206                                  | Alexej Lutsenko (KAZ)   | 92.                     |
| 207                                  | Krists Neilands (LAT)   | 88.                     |
| 208                                  | Jake Stewart (GBR)      | 108.                    |
| Sportchef : Steve Bauer, Dror Pekatz |                         |                         |

| Lotto LOT                              | Lotto LOT                 | Lotto LOT |
| -------------------------------------- | ------------------------- | --------- |
| #                                      | Cyklist                   | Placering |
| 211                                    | Arnaud De Lie (BEL)       | 142.      |
| 212                                    | Jenno Berckmoes (BEL)     | 66.       |
| 213                                    | Jasper De Buyst (BEL)     | DNS-5     |
| 214                                    | Jarrad Drizners (AUS)     | 129.      |
| 215                                    | Sébastien Grignard (BEL)  | 144.      |
| 216                                    | Eduardo Sepúlveda (ARG)   | 122.      |
| 217                                    | Lennert Van Eetvelt (BEL) | DNS-15    |
| 218                                    | Brent Van Moer (BEL)      | 84.       |
| Sportchef : Mario Aerts, Tony Gallopin |                           |           |

| Uno-X Mobility UXM                                              | Uno-X Mobility UXM                  | Uno-X Mobility UXM |
| --------------------------------------------------------------- | ----------------------------------- | ------------------ |
| #                                                               | Cyklist                             | Placering          |
| 221                                                             | Tobias Halland Johannessen (NOR)    | 6.                 |
| 222                                                             | Jonas Abrahamsen (NOR)              | 71.                |
| 223                                                             | Magnus Cort (DEN)                   | 130.               |
| 224                                                             | Stian Fredheim (NOR)                | 139.               |
| 225                                                             | Markus Hoelgaard (NOR)              | 64.                |
| 226                                                             | Anders Halland Johannessen (NOR)    | 76.                |
| 227                                                             | Andreas Leknessund (NOR) (landsväg) | 57.                |
| 228                                                             | Søren Wærenskjold (NOR)             | DNF-10             |
| Sportchef : Stig Kristiansen, Gabriel Rasch, Christian Andersen |                                     |                    |

| UAE Team Emirates XRG UAD                    | UAE Team Emirates XRG UAD         | UAE Team Emirates XRG UAD |
| -------------------------------------------- | --------------------------------- | ------------------------- |
| #                                            | Cyklist                           | Placering                 |
| 1                                            | Tadej Pogačar (SLO) (landsväg)    | 1.                        |
| 2                                            | João Almeida (POR)                | DNF-9                     |
| 3                                            | Jhonatan Narváez (ECU) (landsväg) | 13.                       |
| 4                                            | Nils Politt (GER)                 | 75.                       |
| 5                                            | Pavel Sivakov (FRA)               | 87.                       |
| 6                                            | Marc Soler (ESP)                  | 29.                       |
| 7                                            | Tim Wellens (BEL) (landsväg)      | 37.                       |
| 8                                            | Adam Yates (GBR)                  | 24.                       |
| Sportchef : Marco Marcato, Simone Pedrazzini |                                   |                           |

| Team Visma \| Lease a Bike TVL                                 | Team Visma \| Lease a Bike TVL   | Team Visma \| Lease a Bike TVL |
| -------------------------------------------------------------- | -------------------------------- | ------------------------------ |
| #                                                              | Cyklist                          | Placering                      |
| 11                                                             | Jonas Vingegaard (DEN)           | 2.                             |
| 12                                                             | Edoardo Affini (ITA) (tempolopp) | 118.                           |
| 13                                                             | Tiesj Benoot (BEL)               | 54.                            |
| 14                                                             | Victor Campenaerts (BEL)         | 28.                            |
| 15                                                             | Matteo Jorgenson (USA)           | 19.                            |
| 16                                                             | Sepp Kuss (USA)                  | 17.                            |
| 17                                                             | Wout van Aert (BEL)              | 67.                            |
| 18                                                             | Simon Yates (GBR)                | 15.                            |
| Sportchef : Frans Maassen, Arthur Van Dongen, Grischa Niermann |                                  |                                |

| Soudal Quick-Step SOQ                  | Soudal Quick-Step SOQ                   | Soudal Quick-Step SOQ |
| -------------------------------------- | --------------------------------------- | --------------------- |
| #                                      | Cyklist                                 | Placering             |
| 21                                     | Remco Evenepoel (BEL) (tempolopp)       | DNF-14                |
| 22                                     | Mattia Cattaneo (ITA)                   | DNF-7                 |
| 23                                     | Pascal Eenkhoorn (NED)                  | 49.                   |
| 24                                     | Tim Merlier (BEL) (landsväg)            | 148.                  |
| 25                                     | Valentin Paret-Peintre (FRA)            | 41.                   |
| 26                                     | Maximilian Schachmann (GER) (tempolopp) | 68.                   |
| 27                                     | Bert Van Lerberghe (BEL)                | 147.                  |
| 28                                     | Ilan Van Wilder (BEL)                   | 32.                   |
| Sportchef : Klaas Lodewyck, Tom Steels |                                         |                       |

| EF Education-EasyPost EFE                   | EF Education-EasyPost EFE | EF Education-EasyPost EFE |
| ------------------------------------------- | ------------------------- | ------------------------- |
| #                                           | Cyklist                   | Placering                 |
| 31                                          | Ben Healy (IRL)           | 9.                        |
| 32                                          | Vincenzo Albanese (ITA)   | 114.                      |
| 33                                          | Kasper Asgreen (DEN)      | 91.                       |
| 34                                          | Alex Baudin (FRA)         | 46.                       |
| 35                                          | Neilson Powless (USA)     | 47.                       |
| 36                                          | Harry Sweeny (AUS)        | 35.                       |
| 37                                          | Michael Valgren (DEN)     | 72.                       |
| 38                                          | Marijn van den Berg (NED) | DNS-10                    |
| Sportchef : Andreas Klier, Charles Wegelius |                           |                           |

| Intermarché-Wanty IWA                          | Intermarché-Wanty IWA                | Intermarché-Wanty IWA |
| ---------------------------------------------- | ------------------------------------ | --------------------- |
| #                                              | Cyklist                              | Placering             |
| 41                                             | Biniam Girmay (ERI)                  | 132.                  |
| 42                                             | Louis Barré (FRA)                    | 82.                   |
| 43                                             | Vito Braet (BEL)                     | 143.                  |
| 44                                             | Hugo Page (FRA)                      | 138.                  |
| 45                                             | Laurenz Rex (BEL)                    | 141.                  |
| 46                                             | Jonas Rutsch (GER)                   | 128.                  |
| 47                                             | Roel Daan van Sintmaartensdijk (NED) | 156.                  |
| 48                                             | Georg Zimmermann (GER) (landsväg)    | DNS-10                |
| Sportchef : Pieter Vanspeybrouck, Aike Visbeek |                                      |                       |

| Bahrain Victorious TBV                           | Bahrain Victorious TBV  | Bahrain Victorious TBV |
| ------------------------------------------------ | ----------------------- | ---------------------- |
| #                                                | Cyklist                 | Placering              |
| 51                                               | Santiago Buitrago (COL) | 40.                    |
| 52                                               | Phil Bauhaus (GER)      | 151.                   |
| 53                                               | Kamil Gradek (POL)      | 155.                   |
| 54                                               | Jack Haig (AUS)         | DNF-7                  |
| 55                                               | Lenny Martinez (FRA)    | 79.                    |
| 56                                               | Matej Mohorič (SLO)     | 126.                   |
| 57                                               | Robert Stannard (AUS)   | 123.                   |
| 58                                               | Fred Wright (GBR)       | 104.                   |
| Sportchef : Roman Kreuziger, Vladimir Miholjević |                         |                        |

| Ineos Grenadiers IGD                            | Ineos Grenadiers IGD            | Ineos Grenadiers IGD |
| ----------------------------------------------- | ------------------------------- | -------------------- |
| #                                               | Cyklist                         | Placering            |
| 61                                              | Geraint Thomas (GBR)            | 58.                  |
| 62                                              | Thymen Arensman (NED)           | 12.                  |
| 63                                              | Tobias Foss (NOR) (tempolopp)   | 70.                  |
| 64                                              | Filippo Ganna (ITA) (tempolopp) | DNF-1                |
| 65                                              | Axel Laurance (FRA)             | 53.                  |
| 66                                              | Carlos Rodríguez (ESP)          | DNS-18               |
| 67                                              | Connor Swift (GBR)              | 109.                 |
| 68                                              | Samuel Watson (GBR) (landsväg)  | 115.                 |
| Sportchef : Kurt-Asle Arvesen, Zakkari Dempster |                                 |                      |

| Red Bull-Bora-Hansgrohe RBH                   | Red Bull-Bora-Hansgrohe RBH       | Red Bull-Bora-Hansgrohe RBH |
| --------------------------------------------- | --------------------------------- | --------------------------- |
| #                                             | Cyklist                           | Placering                   |
| 71                                            | Primož Roglič (SLO)               | 8.                          |
| 72                                            | Florian Lipowitz (GER)            | 3.                          |
| 73                                            | Jordi Meeus (BEL)                 | 158.                        |
| 74                                            | Gianni Moscon (ITA)               | 105.                        |
| 75                                            | Laurence Pithie (NZL)             | 89.                         |
| 76                                            | Mick van Dijke (NED)              | 113.                        |
| 77                                            | Danny van Poppel (NED) (landsväg) | DNS-17                      |
| 78                                            | Aleksandr Vlasov                  | 27.                         |
| Sportchef : Bernhard Eisel, Enrico Gasparotto |                                   |                             |

| Lidl-Trek LTK                             | Lidl-Trek LTK                               | Lidl-Trek LTK |
| ----------------------------------------- | ------------------------------------------- | ------------- |
| #                                         | Cyklist                                     | Placering     |
| 81                                        | Jonathan Milan (ITA)                        | 146.          |
| 82                                        | Simone Consonni (ITA)                       | 160.          |
| 83                                        | Thibau Nys (BEL)                            | 116.          |
| 84                                        | Quinn Simmons (USA) (landsväg)              | 59.           |
| 85                                        | Mattias Skjelmose (DEN)                     | DNF-14        |
| 86                                        | Toms Skujiņš (LAT) (landsväg och tempolopp) | 95.           |
| 87                                        | Jasper Stuyven (BEL)                        | 62.           |
| 88                                        | Edward Theuns (BEL)                         | 159.          |
| Sportchef : Kim Andersen, Steven de Jongh |                                             |               |

| Groupama-FDJ GFC                                | Groupama-FDJ GFC                | Groupama-FDJ GFC |
| ----------------------------------------------- | ------------------------------- | ---------------- |
| #                                               | Cyklist                         | Placering        |
| 91                                              | Guillaume Martin-Guyonnet (FRA) | 16.              |
| 92                                              | Lewis Askey (GBR)               | 127.             |
| 93                                              | Cyril Barthe (FRA)              | DNS-18           |
| 94                                              | Romain Grégoire (FRA)           | 34.              |
| 95                                              | Valentin Madouas (FRA)          | 21.              |
| 96                                              | Quentin Pacher (FRA)            | 45.              |
| 97                                              | Paul Penhoët (FRA)              | 111.             |
| 98                                              | Clément Russo (FRA)             | 93.              |
| Sportchef : Stéphane Goubert, Benoît Vaugrenard |                                 |                  |

| Alpecin-Deceuninck ADC                            | Alpecin-Deceuninck ADC     | Alpecin-Deceuninck ADC |
| ------------------------------------------------- | -------------------------- | ---------------------- |
| #                                                 | Cyklist                    | Placering              |
| 101                                               | Jasper Philipsen (BEL)     | DNF-3                  |
| 102                                               | Silvan Dillier (SUI)       | 131.                   |
| 103                                               | Kaden Groves (AUS)         | 86.                    |
| 104                                               | Xandro Meurisse (BEL)      | 22.                    |
| 105                                               | Jonas Rickaert (BEL)       | 98.                    |
| 106                                               | Mathieu van der Poel (NED) | DNS-16                 |
| 107                                               | Gianni Vermeersch (BEL)    | 103.                   |
| 108                                               | Emiel Verstrynge (BEL)     | 65.                    |
| Sportchef : Christoph Roodhooft, Frederik Willems |                            |                        |

| Tudor Pro Cycling Team TUD                      | Tudor Pro Cycling Team TUD | Tudor Pro Cycling Team TUD |
| ----------------------------------------------- | -------------------------- | -------------------------- |
| #                                               | Cyklist                    | Placering                  |
| 111                                             | Julian Alaphilippe (FRA)   | 56.                        |
| 112                                             | Alberto Dainese (ITA)      | 119.                       |
| 113                                             | Marco Haller (AUT)         | 97.                        |
| 114                                             | Marc Hirschi (SUI)         | 78.                        |
| 115                                             | Fabian Lienhard (SUI)      | 157.                       |
| 116                                             | Marius Mayrhofer (GER)     | 83.                        |
| 117                                             | Michael Storer (AUS)       | 42.                        |
| 118                                             | Matteo Trentin (ITA)       | 99.                        |
| Sportchef : Sylvain Blanquefort, Matteo Tosatto |                            |                            |

| Team Jayco AlUla JAY                         | Team Jayco AlUla JAY                        | Team Jayco AlUla JAY |
| -------------------------------------------- | ------------------------------------------- | -------------------- |
| #                                            | Cyklist                                     | Placering            |
| 121                                          | Ben O'Connor (AUS)                          | 11.                  |
| 122                                          | Edward Dunbar (IRL)                         | DNF-8                |
| 123                                          | Luke Durbridge (AUS) (landsväg)             | 137.                 |
| 124                                          | Dylan Groenewegen (NED)                     | 150.                 |
| 125                                          | Luka Mezgec (SLO)                           | 152.                 |
| 126                                          | Luke Plapp (AUS) (tempolopp)                | 121.                 |
| 127                                          | Elmar Reinders (NED)                        | 140.                 |
| 128                                          | Mauro Schmid (SUI) (landsväg och tempolopp) | 101.                 |
| Sportchef : Steve Cummings, David McPartland |                                             |                      |

| Arkéa-B&B Hotels ARK                   | Arkéa-B&B Hotels ARK     | Arkéa-B&B Hotels ARK |
| -------------------------------------- | ------------------------ | -------------------- |
| #                                      | Cyklist                  | Placering            |
| 131                                    | Kévin Vauquelin (FRA)    | 7.                   |
| 132                                    | Amaury Capiot (BEL)      | 136.                 |
| 133                                    | Ewen Costiou (FRA)       | 51.                  |
| 134                                    | Arnaud Démare (FRA)      | 153.                 |
| 135                                    | Raúl García Pierna (ESP) | 26.                  |
| 136                                    | Mathis Le Berre (FRA)    | 61.                  |
| 137                                    | Cristián Rodríguez (ESP) | 20.                  |
| 138                                    | Clément Venturini (FRA)  | 43.                  |
| Sportchef : Yvon Ledanois, Didier Rous |                          |                      |

| Movistar Team MOV                               | Movistar Team MOV           | Movistar Team MOV |
| ----------------------------------------------- | --------------------------- | ----------------- |
| #                                               | Cyklist                     | Placering         |
| 141                                             | Enric Mas (ESP)             | DNF-18            |
| 142                                             | William Barta (USA)         | 102.              |
| 143                                             | Pablo Castrillo (ESP)       | 110.              |
| 144                                             | Nelson Oliveira (POR)       | 74.               |
| 145                                             | Iván García Cortina (ESP)   | 117.              |
| 146                                             | Gregor Mühlberger (AUT)     | 18.               |
| 147                                             | Iván Romeo (ESP) (landsväg) | 107.              |
| 148                                             | Einer Rubio (COL)           | 31.               |
| Sportchef : Chente García Acosta, Pablo Lastras |                             |                   |

| Decathlon-AG2R La Mondiale DAT           | Decathlon-AG2R La Mondiale DAT   | Decathlon-AG2R La Mondiale DAT |
| ---------------------------------------- | -------------------------------- | ------------------------------ |
| #                                        | Cyklist                          | Placering                      |
| 151                                      | Felix Gall (AUT)                 | 5.                             |
| 152                                      | Bruno Armirail (FRA) (tempolopp) | 50.                            |
| 153                                      | Clément Berthet (FRA)            | 36.                            |
| 154                                      | Stefan Bissegger (SUI)           | DNF-1                          |
| 155                                      | Oliver Naesen (BEL)              | 73.                            |
| 156                                      | Aurélien Paret-Peintre (FRA)     | 25.                            |
| 157                                      | Callum Scotson (AUS)             | 33.                            |
| 158                                      | Bastien Tronchon (FRA)           | 77.                            |
| Sportchef : Cyril Dessel, Sébastien Joly |                                  |                                |

| Cofidis COF                                       | Cofidis COF            | Cofidis COF |
| ------------------------------------------------- | ---------------------- | ----------- |
| #                                                 | Cyklist                | Placering   |
| 161                                               | Emanuel Buchmann (GER) | 30.         |
| 162                                               | Alex Aranburu (ESP)    | 81.         |
| 163                                               | Bryan Coquard (FRA)    | DNS-14      |
| 164                                               | Ion Izagirre (ESP)     | 69.         |
| 165                                               | Alexis Renard (FRA)    | 145.        |
| 166                                               | Dylan Teuns (BEL)      | 90.         |
| 167                                               | Benjamin Thomas (FRA)  | 154.        |
| 168                                               | Damien Touzé (FRA)     | 94.         |
| Sportchef : Gorka Gerrikagoitia, Thierry Marichal |                        |             |

| XDS Astana Team XAT                       | XDS Astana Team XAT                             | XDS Astana Team XAT |
| ----------------------------------------- | ----------------------------------------------- | ------------------- |
| #                                         | Cyklist                                         | Placering           |
| 171                                       | Harold Tejada (COL)                             | 44.                 |
| 172                                       | Davide Ballerini (ITA)                          | 135.                |
| 173                                       | Cees Bol (NED)                                  | DNS-12              |
| 174                                       | Clément Champoussin (FRA)                       | 85.                 |
| 175                                       | Yevgeniy Fedorov (KAZ) (landsväg och tempolopp) | DNS-20              |
| 176                                       | Sergio Higuita (COL)                            | 14.                 |
| 177                                       | Mike Teunissen (NED)                            | 80.                 |
| 178                                       | Simone Velasco (ITA)                            | 38.                 |
| Sportchef : Dmitrij Fofonov, Mark Renshaw |                                                 |                     |

| Team TotalEnergies TEN                     | Team TotalEnergies TEN   | Team TotalEnergies TEN |
| ------------------------------------------ | ------------------------ | ---------------------- |
| #                                          | Cyklist                  | Placering              |
| 181                                        | Steff Cras (BEL)         | DNF-14                 |
| 182                                        | Mathieu Burgaudeau (FRA) | 63.                    |
| 183                                        | Alexandre Delettre (FRA) | 55.                    |
| 184                                        | Thomas Gachignard (FRA)  | 60.                    |
| 185                                        | Émilien Jeannière (FRA)  | DNS-5                  |
| 186                                        | Jordan Jegat (FRA)       | 10.                    |
| 187                                        | Anthony Turgis (FRA)     | 106.                   |
| 188                                        | Mattéo Vercher (FRA)     | 124.                   |
| Sportchef : Lylian Lebreton, Romain Sicard |                          |                        |

| Team Picnic-PostNL TPP                         | Team Picnic-PostNL TPP     | Team Picnic-PostNL TPP |
| ---------------------------------------------- | -------------------------- | ---------------------- |
| #                                              | Cyklist                    | Placering              |
| 191                                            | Oscar Onley (GBR)          | 4.                     |
| 192                                            | Warren Barguil (FRA)       | 23.                    |
| 193                                            | Pavel Bittner (CZE)        | 133.                   |
| 194                                            | Sean Flynn (GBR)           | 134.                   |
| 195                                            | Tobias Lund Andresen (DEN) | 96.                    |
| 196                                            | Niklas Märkl (GER)         | 112.                   |
| 197                                            | Tim Naberman (NED)         | 120.                   |
| 198                                            | Frank van den Broek (NED)  | 39.                    |
| Sportchef : Christian Guiberteau, Pim Ligthart |                            |                        |

| Israel-Premier Tech IPT              | Israel-Premier Tech IPT | Israel-Premier Tech IPT |
| ------------------------------------ | ----------------------- | ----------------------- |
| #                                    | Cyklist                 | Placering               |
| 201                                  | Michael Woods (CAN)     | 52.                     |
| 202                                  | Pascal Ackermann (GER)  | 125.                    |
| 203                                  | Joseph Blackmore (GBR)  | 48.                     |
| 204                                  | Guillaume Boivin (CAN)  | 149.                    |
| 205                                  | Matis Louvel (FRA)      | 100.                    |
| 206                                  | Alexej Lutsenko (KAZ)   | 92.                     |
| 207                                  | Krists Neilands (LAT)   | 88.                     |
| 208                                  | Jake Stewart (GBR)      | 108.                    |
| Sportchef : Steve Bauer, Dror Pekatz |                         |                         |

| Lotto LOT                              | Lotto LOT                 | Lotto LOT |
| -------------------------------------- | ------------------------- | --------- |
| #                                      | Cyklist                   | Placering |
| 211                                    | Arnaud De Lie (BEL)       | 142.      |
| 212                                    | Jenno Berckmoes (BEL)     | 66.       |
| 213                                    | Jasper De Buyst (BEL)     | DNS-5     |
| 214                                    | Jarrad Drizners (AUS)     | 129.      |
| 215                                    | Sébastien Grignard (BEL)  | 144.      |
| 216                                    | Eduardo Sepúlveda (ARG)   | 122.      |
| 217                                    | Lennert Van Eetvelt (BEL) | DNS-15    |
| 218                                    | Brent Van Moer (BEL)      | 84.       |
| Sportchef : Mario Aerts, Tony Gallopin |                           |           |

| Uno-X Mobility UXM                                              | Uno-X Mobility UXM                  | Uno-X Mobility UXM |
| --------------------------------------------------------------- | ----------------------------------- | ------------------ |
| #                                                               | Cyklist                             | Placering          |
| 221                                                             | Tobias Halland Johannessen (NOR)    | 6.                 |
| 222                                                             | Jonas Abrahamsen (NOR)              | 71.                |
| 223                                                             | Magnus Cort (DEN)                   | 130.               |
| 224                                                             | Stian Fredheim (NOR)                | 139.               |
| 225                                                             | Markus Hoelgaard (NOR)              | 64.                |
| 226                                                             | Anders Halland Johannessen (NOR)    | 76.                |
| 227                                                             | Andreas Leknessund (NOR) (landsväg) | 57.                |
| 228                                                             | Søren Wærenskjold (NOR)             | DNF-10             |
| Sportchef : Stig Kristiansen, Gabriel Rasch, Christian Andersen |                                     |                    |